# 野田生車站
野田生車站（日语：／ Nodaoi eki */?）是一由北海道旅客鐵道（JR北海道）所經營的鐵路車站，位於日本北海道二海郡八雲町，是JR北海道函館本線沿線的一個無人車站。野田生車站屬於JR北海道函館支社的管理範圍，在1903年初設站時原名野田追，目前的站名是在1959年時啟用。現時只提供每天上、下行各六班的普通列車來往函館與長萬部之間（但最後一班上行列車則只營運至森）。
名稱來自阿伊努語的「nup-tay」，意思是原野的樹林。

## 車站結構
對向式月台2面2線的地面車站。以站內平交道。二條軌道之間仍可見中線拆去的痕跡。是無人站。

## 相鄰車站
北海道旅客鐵道（JR北海道）
■函館本線
■特急「北斗」
通過
■普通
落部（H57）－野田生（H56）－山越（H55）

## 外部連結
- JR北海道野田生站 （页面存档备份，存于）